# Soli-Deo-Gloria-Haus
Das Soli-Deo-Gloria-Haus war ein barockes Wohnhaus an der Landhausstraße 15 in Dresden. Es wurde wahrscheinlich im letzten Drittel des 18. Jahrhunderts vermutlich unter Einbeziehung von Teilen eines Vorgängerbaus errichtet und 1945 zerstört.

## Geschichte
Das Gebäude wurde nach der Zerstörung des zuvor an dieser Stelle befindlichen Hauses im Siebenjährigen Krieg nach 1767 erbaut. Nach Stefan Hertzig gibt es Indizien, die darauf hindeuten, dass bei diesem Wiederaufbau die unteren Geschosse eines bereits Mitte der 1750er-Jahre erbauten viergeschossigen Rokokohauses erhalten blieben. Die Reste dieses Hauses wurden am 7. Mai 1767 von Christiana Eleonora Jünger erworben. Nachdem diese verstorben war, erbte am 18. Juli 1777 ihr Witwer, Advocat Johann Daniel Jünger das Haus, der es im Jahre 1786 restaurieren und um eine fünfte Etage aufstocken ließ. Die Bauzeit liegt nach Hertzig wohl zwischen diesen Terminen. Eine ebenfalls nicht unwahrscheinliche Annahme ist laut Hertzig, dass zwar die Aufstockung nach 1760 erfolgte, das eigentliche Gebäude aber bereits in den 1750er-Jahren in der späteren Form entstand und nach der Zerstörung nur in gleicher Form wieder aufgebaut wurde.

## Beschreibung
Das Gebäude war fünfachsig. Vier Obergeschosse erhoben sich über einem rustifizierten Erdgeschoss. Die drei mittleren Achsen waren aufwändig mit Rokoko-Dekor geschmückt. Die Inschriften „Soli“, „Deo“ und „Gloria“ schmückten als Motto des Hauses die Spiegel der jeweiligen Kartuschen. Stefan Hertzig sieht stilistische Ähnlichkeiten zum „Knöffel-Cäsarschen Haus“ und zum „Erdmannsdorfschen Haus“, wofür Johann Christoph Knöffel als Entwurfsarchitekt belegt ist.